# سرو مكناب
سرو مكناب (الاسم العلمي Cupressus macnabiana)، شجرة جادحة بطيئة النمو من فصيلة السروية، مهدها كاليفورنيا. تعلو من 3 إلى 10 أمتار. بنائقها قصيرة جامدة لاقياسية الارتكاز. أوراقها فلسية، مستعرضة، راشحة. صمغها راتنجي أبيض اللون. اكرازها سداسية الجراهات. ترغب في الأقاليم المعتدلة والأتربة العميقة الغور والمتوسطة الاندماج والرطوبة.